# طاهر کاشانی
طاهر کاشانی معروف به شاه‌طاهر کاشانی (قرن دهم هجری قمری) شاعر، متکلم و نویسنده بود. پدرش رضی‌الدین اسماعیلی نام داشت.
شعر چهره به چهره به او منسوب است.
| گر به تو افتدم نظر چهره به چهره رو به رو |  | شرح دهم غم تو را نکته به نکته مو به مو      |
| از پی دیدن رخت همچو صبا فتاده‌ام          |  | خانه به خانه در به در کوُچه به کوچه کو به کو |
| می رود از فراق تو خون دل از دو دیده ام   |  | دجله به دجله یم به یم چشمه به چشمه جو به جو |
| دور دهان تنگ تو عارض عنبرین خطت          |  | غنچه به غنچه گل به گل لاله به لاله بو به بو |
| ابرو و چشم و خال تو صید نموده مرغ دل     |  | طبع به طبع دل به دل مهر به مهر و خو به خو   |
| مهر تو را دل حزین بافته بر قماش جان      |  | رشته به رشته نخ به نخ تار به تار پو به پو   |
| در دل خویش «طاهرا» گشت و ندید جز تو را   |  | صفحه به صفحه لا به لا پرده به پرده تو به تو |